# Implosión

En una explosión (arriba), la fuerza irradia lejos de una fuente. Con la implosión (parte inferior), el objeto se derrumba sobre sí mismo (generalmente siendo aplastado por una fuerza externa).

Implosión es la acción de romperse hacia dentro con estruendo suave en las paredes de una cavidad en cuyo interior existe una presión inferior a la exterior.

## La implosión en armas nucleares
Uno de los tipos de armas nucleares que existen es de implosión; en este caso es la compresión de una masa fisionable subcrítica esférica o cilíndrica. La implosión funciona detonando los explosivos en la superficie externa del objeto, por lo que la onda expansiva se mueve hacia adentro. La onda se transmite al núcleo fisionable, comprimiendo y aumentando su densidad hasta alcanzar el estado crítico (véase masa crítica).
El material fisionable forma un armazón. Un explosivo de gran poder puede crear una onda de 400.000 atm de presión, aunque con algunas técnicas se puede aumentar varios cientos de veces. Esta presión puede acercar los átomos entre sí y aumentar la densidad a dos veces de lo normal o más.

## La implosión y los agujeros negros
Los agujeros negros pueden nacer de una implosión de estrellas. El nacimiento de los agujeros negros no siempre se produce a partir de las supernovas.
Asimismo, la formación de un agujero negro, según la ciencia actual, se debe a un proceso de implosión, ya que cuando la estrella agota su combustible, estalla, pero si su campo gravitatorio fuese lo suficientemente grande, este superaría la explosión y comprimiría todo el material a un punto de volumen cero y densidad infinita.

## La implosión y los terremotos
Los terremotos profundos podrían deberse a que la olivina, bajo grandes presiones, implota a espinela, de menor volumen específico.

## La implosión porpresión hidrostática
Ha sido la consecuencia final para muchos submarinos y sumergibles a través de la historia moderna, superada la profundidad nunca sobrepasada, la creciente presión externa de la columna de agua supera la capacidad de resistencia mecánica del casco y este implosiona deformando la estructura en sí misma creando ondas acústicas que pueden ser detectadas por medios  hidrofónicos o de detección sísmica.